# Kalthoum Bornaz
Kalthoum Bornaz (àrab: كلثوم برناز, Kultṯūm Burnāz) (Tunis, 24 d’agost de 1945 – Ben Arous, 3 de setembre de 2016) fou una directora, guionista i productora de cinema tunisiana.
Pertany a la primera generació de dones cineastes a Tunísia, i a una generació d'artistes i intel·lectuals, joves a l'època de la independència de Tunísia, que van créixer i sorgir professionalment durant els anys del president Bourguiba.

## Biografia

### Orígens i estudis
Nascuda el 24 d’agost de 1945 a Tunis, Kalthoum Bornaz es va educar en un entorn cinèfil. Realitzà estudis de literatura a la Universitat de Tunis, que amplià amb estudis de cinema a la Universitat de París III i a l'Institut des hautes études cinématographiques (IDHEC). Es va graduar a l'IDHEC, opció guió i muntatge, el 1968. Pertany a la primera generació de dones cineastes a Tunísia, amb Selma Baccar i Moufida Tlatli, i a una generació d'artistes i intel·lectuals tunisianes, nascudes entre 1944 i 1950, amb prou feines deu anys en el moment de la independència i uns vint anys el maig de 1968. Aquesta generació inclou personalitats com Mohamed Driss, Fadhel Jaïbi, Fadhel Jaziri, Férid Boughedir o fins i tot Nouri Bouzid. Fou una generació que va viure la joventut dins d'un període de protesta, particularment dins de la comunitat estudiantil francesa en la qual Kalthoum vivia en aquell moment, i on la figura tutelar del General de Gaulle va ser qüestionada. La dècada següent, la dècada de 1970, va ser sovint, per a la seva generació, la del retorn a Tunísia, marcada per un context polític dominat per una altra personalitat històrica, Habib Bourguiba, amb un culte a la personalitat al seu voltant, una tensió social i política, i un període que de vegades s'assimila als anys de plom.

### Món del cinema
Després de 1968, a França o Tunísia, va treballar com a guionista a la televisió i després al cinema, com a ajudant dels directors Rachid Ferchiou, Tarak Ben Ammar, Nacer Khemir, Claude Chabrol, Franco Zeffirelli i Serge Moati i com a redactora. Així va participar en el muntatge de Vendredi ou la Vie sauvage, de Gérard Vergez; Pirates, de Roman Polanski, i La Barbare, de Mireille Darc, i com a guionista o assistent en la producció de La profecia d'un crim, de Claude Chabrol, de la minisèrie Jesus of Nazareth, de Franco Zeffirelli, i El Haimoune, de Nacer Khemir. Va dirigir diversos curtmetratges i migmetratges durant els anys 1980 i 1990.
Va trigar quatre anys a aconseguir el finançament necessari per al seu primer llargmetratge, Keswa, le fil perdu, que es va estrenar el 1998, i va crear la seva pròpia productora, Les Films de la Mouette. Aquest primer llargmetratge es va estrenar a Tunísia i es va presentar a diversos festivals internacionals, com ara a Tübingen i al Festival Internacional de Cinema de Mannheim. També va ser distingit el juliol de 1998 amb una menció especial del jurat a la biennal de l'Institut del Món Àrab a París (4a biennal dels cinemes àrabs).
Deu anys més tard, el 2008, va estrenar un segon llargmetratge, L'Autre moitié du ciel, que es presentà a la part competitiva del Festival Panafricà de Cinema i Televisió de Ouagadougou de 2009.
El 2012 va ser una de les primeres signants d'una convocatòria per a la creació d'una Comissió de defensa dels valors universitaris i de suport a la Facultat de Lletres, Lletres i Humanitats de la Universitat de La Manouba, reaccionant així a la pressió del salafisme a la universitat.
Va morir el 3 de setembre de 2016 arran d'una explosió de gas a casa seva, a Mutuelleville.

## Filmografia

### Curtmetratges
- 1986: Couleurs fertiles
- 1992: Regard de mouette
- 1996: Nuit de noces à Tunis (vídeo), per Arte TV
- 2000: La Forêt d'El Medfoun

### Migmetratges
- 1988: Trois personnages en quête d'un théâtre

### Llargmetratges
- 1998: Keswa, le fil perdu (Kiswâ al-khayt al-dhâi)
- 2008: L'Autre moitié du ciel (Shtar m'haba)